# All the Stuff (And More!) Volume 1
All the Stuff (And More!) Volume 1 – album kompilacjny amerykańskiego zespołu Ramones, wydany 31 maja 1990. Zawiera utwory wydane wcześniej na albumach: Ramones i Leave Home.

## Lista utworów
1. „Blitzkrieg Bop” (Tommy Ramone) – 2:12
2. „Beat on the Brat” (Joey Ramone) – 2:31
3. „Judy Is a Punk” (Dee Dee Ramone/Joey Ramone) – 1:30
4. „I Wanna Be Your Boyfriend” (Tommy Ramone) – 2:15
5. „Chain Saw” (Joey Ramone) – 1:55
6. „Now I Wanna Sniff Some Glue” (Dee Dee Ramone) – 1:35
7. „I Don't Wanna Go Down to the Basement” (Dee Dee Ramone/Johnny Ramone) – 3:37
8. „Loudmouth” (Dee Dee Ramone/Johnny Ramone) – 2:14
9. „Havana Affair” (Dee Dee Ramone/Johnny Ramone) – 1:56
10. „Listen to My Heart” (Ramones) – 1:57
11. „53rd & 3rd” (Dee Dee Ramone) – 2:21
12. „Let's Dance” (Jim Lee) – 1:52
13. „I Don't Wanna Walk Around With You” (Dee Dee Ramone) – 1:43
14. „Today Your Love, Tomorrow the World” (Dee Dee Ramone) – 2:10
15. „I Don't Wanna Be Learned"/"I Don't Wanna Be Tamed” (Joey Ramone) – 1:03
16. „I Can't Be” (Joey Ramone) – 1:51
17. „Glad to See You Go” (Dee Dee Ramone/Joey Ramone) – 2:10
18. „Gimme Gimme Shock Treatment” (Dee Dee Ramone/Johnny Ramone) – 1:38
19. „I Remember You” (Joey Ramone) – 2:15
20. „Oh Oh I Love Her So” (Joey Ramone) – 2:03
21. „Sheena Is a Punk Rocker” (Joey Ramone) – 2:44
22. „Suzy Is A Headbanger” (Ramones) – 2:08
23. „Pinhead” (Dee Dee Ramone) – 2:42
24. „Now I Wanna Be a Good Boy” (Dee Dee Ramone) – 2:10
25. „Swallow My Pride” (Joey Ramone) – 2:03
26. „What's Your Game” (Joey Ramone) – 2:33
27. „California Sun” (Henry Glover/Morris Levy) – 1:58
28. „Commando” (Dee Dee Ramone) – 1:51
29. „You're Gonna Kill That Girl” (Joey Ramone) – 2:36
30. „You Should Never Have Opened That Door” (Dee Dee Ramone/Johnny Ramone) – 1:54
31. „Babysitter” (Joey Ramone) – 2:45
32. „California Sun” (Henry Glover/Morris Levy) – 1:45
33. „I Don't Wanna Walk Around With You” (Dee Dee Ramone) – 1:35